# La Vita Vivace
La Vita Vivace（ラ・ビータ・ビバーチェ）はAIR-G（エフエム北海道）で2003年10月 - 2008年3月まで放送されていた番組。

## 放送時間
- 月曜 - 木曜 14:00 - 16:50

（2006年3月までは金曜日も「Vivace Friday」として放送されていた。）

## パーソナリティ
- 北川久仁子
- 寺田英夫（16時台）

## タイムテーブル
14:00　オープニング
14:15　交通情報
14:55　Eternity
15:00　脳がメキメキ
15:05　memories ～君がいたから～
15:20　ラディ・メルカート（FMラジオショッピング）
15:25　ゲストコーナー
15:55　道新ヘッドラインニュース
16:00　La Vita Request Zone＜リクエスト8＞
16:10　交通情報
16:25　（水）Feeling on Wednesday
16:50　エンディング